# فريدي ديكسون
فريدي ديكسون (بالإنجليزية: Freddie Dixon)‏ مواليد 21 أبريل 1892 - الوفاة 4 نوفمبر 1956، كان متسابق دراجات نارية إنجليزي شارك في كأس جزيرة مان السياحية وحققها فوزين فيها الأول سنة 1923 والآخر سنة 1927.